# El Camino
El Camino é o sétimo álbum de estúdio da banda norte-americana The Black Keys, lançado em 6 de dezembro de 2011.

## Recepção
| Críticas profissionais | Críticas profissionais |
| Avaliações da crítica  | Avaliações da crítica  |
| Fonte                  | Avaliação              |
| ---------------------- | ---------------------- |
| allmusic               | [ 1 ]                  |

El Camino apareceu em diversas publicações de música e críticos. Rolling Stone colocou-o em nº 12 dos melhores álbuns de 2011. Spin colocou-o no nº 36 da lista dos 50 melhores álbuns do ano. Paste colocou-o no nº 22 dos melhores álbuns do ano. Claire Suddath da revista Time colocou-o no Top 10 dos álbuns de 2011, enquanto a equipa do allmusic selecionou-o como um dos álbuns favoritos do ano. O álbum foi colocado no nº 21 da lista "Best Albums" da revista The Village Voice. No final de 2011, os escritores da Rolling Stone selecionaram "Little Black Submarines" como a 18ª melhor canção de 2011, enquanto os leitores votaram em "Lonely Boy" como a 3ª melhor música.

## Faixas
Todas as faixas escritas e compostas por Dan Auerbach, Patrick Carney e Brian Burton.
| N.º | Título                    | Duração |  |
| 1.  | "Lonely Boy"              | 3:13    |  |
| 2.  | "Dead and Gone"           | 3:41    |  |
| 3.  | "Gold on the Ceiling"     | 3:44    |  |
| 4.  | "Little Black Submarines" | 4:11    |  |
| 5.  | "Money Maker"             | 2:57    |  |
| 6.  | "Run Right Back"          | 3:17    |  |
| 7.  | "Sister"                  | 3:25    |  |
| 8.  | "Hell of a Season"        | 3:45    |  |
| 9.  | "Stop Stop"               | 3:30    |  |
| 10. | "Nova Baby"               | 3:27    |  |
| 11. | "Mind Eraser"             | 3:15    |  |

## Tabelas musicais
| Paradas (2011–2012)                 | Melhor posições |
| ----------------------------------- | --------------- |
| Alemanha (Media Control Charts)     | 13              |
| Austrália (ARIA Charts)             | 3               |
| Bélgica (Ultratop)                  | 3               |
| Canadá (Canadian Albums Chart)      | 3               |
| Espanha (PROMUSICAE)                | 7               |
| Finlândia (Suomen virallinen lista) | 20              |
| Irlanda (Irish Albums Chart)        | 14              |
| Itália (FIMI)                       | 29              |
| Noruega (VG-lista)                  | 21              |
| Nova Zelândia (Recorded Music NZ)   | 2               |
| Países Baixos (MegaCharts)          | 12              |
| Suíça (Schweizer Hitparade)         | 18              |
| Reino Unido (UK Albums Chart)       | 6               |
| Estados Unidos (Billboard 200)      | 2               |

## Ficha técnica
The Black Keys
- Dan Auerbach — Vocal, guitarra
- Patrick Carney — Bateria

Músicos adicionais
- Danger Mouse — Teclado
- Leisa Hans — Vocal
- Heather Rigdon — Vocal
- Ashley Wilcoxson — Vocal